# Atomosia geniculata
Atomosia geniculata är en tvåvingeart som först beskrevs av Christian Rudolph Wilhelm Wiedemann 1821.  Atomosia geniculata ingår i släktet Atomosia och familjen rovflugor. Inga underarter finns listade i Catalogue of Life.